# Radio de la Ciudad
Radio de la Ciudad, también conocida por su nombre comercial, La Once Diez, es una emisora de radio argentina que emite desde la Ciudad de Buenos Aires, en los 1110 kHz de la AM. Es operada por el Gobierno de la Ciudad de Buenos Aires, ofreciendo una programación que se compone principalmente de programas periodísticos y culturales. Si bien a partir de 2013 adoptó su denominación mediática actual, mucha gente la sigue llamando por su nombre formal e histórico, Radio de la Ciudad.

## Historia

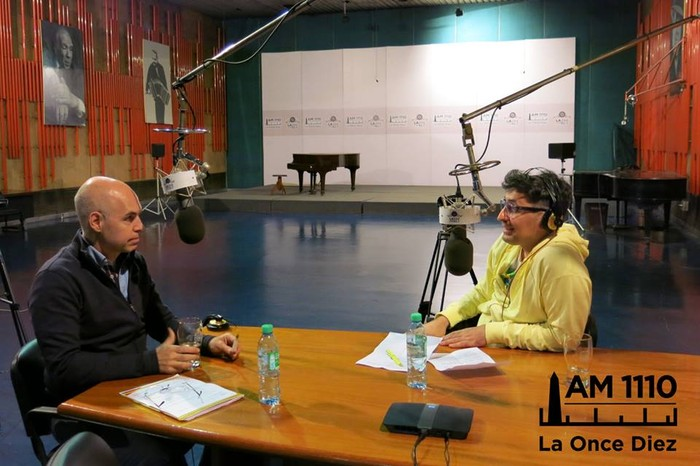
Estudios de La Once Diez

Esta emisora nace con el nombre de Radio Municipal el 23 de mayo de 1927. Su misión, principalmente, consistía en irradiar las funciones de ópera del Teatro Colón de la ciudad de Buenos Aires y, por extensión, ser un órgano de difusión de las más altas expresiones musicales clásicas y del quehacer cultural. Su antigua frecuencia de emisión, situado en 710 kHz en onda media, gozó durante muchas décadas de la condición de "canal libre internacional": ninguna otra emisora en Sudamérica emitiría en dicha frecuencia, para evitar interferencias en la cobertura (condición que compartía con LRA 1, Radio Nacional Buenos Aires y LRA 7, Radio Nacional Córdoba) lo que, sumado a su potencia primigenia de 100 kW, le permitiría un alcance muy extenso. Incluso, ha habido reportes desde Ciudad del Cabo, en Sudáfrica, que han captado las emisiones de Municipal en la noche, aprovechando las ventajas de la propagación ionosférica.
Radio Municipal, en sus años dorados de vida (décadas de 1920, 1930, 1940 y hasta los 1950) ha contado con una orquesta estable propia y hasta con un elenco de radioteatro, que siguió en actividad hasta entrada la década de 1990. 
A principios de la década del 40 incursiona en el formato  radioteatro, de moda en Europa; convirtiéndose en una de las radios más escuchadas del país, con artistas de renombre como Héctor Blomberg Carlos Viale Paz; Luis María Grau; Roberto Valenti, Eva Duarte y Adalberto Campo, Nené Cascallar, entre otros que dieron vida a la época dorada de la radio. En septiembre de 1955 la radio sufriría un asalto armado de un grupo de comando civil dirigido por el militante radical Roque Carranza y el cabo segundo de Marina Héctor Giménez Uriburu quienes al mediodía del 18 de septiembre coparon las instalaciones con el objetivo de interrumpir y cortar las comunicaciones hiriendo a dos micrófonistas y asesinando a un joven sonidista de 19 años mientras la radio transmitía en vivo un programa de deportes.
Originalmente operaba en la frecuencia de 710 kHz, pero en enero de 1998 se le reasigna la frecuencia de 1110 kHz, que ocupaba LR2 Radio Argentina, emisora declarada en quiebra y rebajada en su potencia de emisión a 50 kW. Actualmente su antigua frecuencia es utilizada por Radio 10, una emisora de carácter privado.
Su planta transmisora, ubicada en el Dique Luján, fue inaugurada el 9 de julio de 1973.
Radio Municipal contaba, además, con un servicio de frecuencia modulada que fue uno de los primeros en emitir de modo experimental, en 1967. Se emitía a través de 91.9 MHz. y pasaba música clásica de 16 a 2 h todos los días. Su cobertura era reducida (equipo de 5 kW), se limitaba a la Capital Federal. Pero  en 1973 inició sus emisiones en una nueva frecuencia (92,7 MHz), que le permitiría mayor potencia (35 kW) y, por ende, una notable mejor cobertura. Se conoció a dicha programación como "La Metropolitana", después "La Metro Municipal", más tarde "FM Tango", y luego "La 2×4", programación y denominación que pervive hasta hoy. Y si bien implicaba el abandono de la música clásica como fuente principal de sus programas, la ciudad ganaba una propuesta de programación de 24 horas diarias dedicada a la música más paradigmática de la ciudad y de la Argentina. En 1989 la radio recibió un reconocimiento de la Fundación Konex por su aporte a la música clásica en la República Argentina.
Sus estudios centrales, al igual que su planta de Frecuencia Modulada, se encuentran en pleno centro de la Ciudad Autónoma de Buenos Aires, en la 8.º planta del Centro Cultural San Martín, Sarmiento 1551, con entrada también por la Avenida Corrientes. La radio no recibe ningún tipo de publicidad oficial, y su actual director es Baltazar Jaramillo, hijo del fallecido periodista José María Jaramillo y la actriz Soledad Silveyra.